# Allyn Johnson
Allyn Johnson (* um 1975 in Washington, D.C.) ist ein US-amerikanischer Jazzmusiker (Piano, Komposition) des Modern Jazz.

## Leben und Wirken
Allyn Johnson begann mit fünf Jahren Klavier zu spielen; schon früh war er Pianist für den Jugendchor in der Kirchengemeinde seines Onkels. Am College der George Washington University bereitete er sich auf das Medizinstudium vor. Als er den Pianisten Dwayne Adell hörte, entschied er sich um. Er studierte an der University of the District of Columbia; sein Mentor war Calvin Jones. An der UDC war Johnson einer der ersten Preisträger des Felix, eines Stipendiums im Bereich Jazz Performance. Nach Abschluss seines Studiums mit dem Bachelor of Music in Jazz Studies 1997 mit Auszeichnung (magna cum laude) unterrichtete er sechs Jahre als Adjunct Professor und stellvertretender Leiter des Fachbereichs Jazz Studies; nach Calvin Jones’ Tod wurde er 2005 dessen Leiter.
Erste Aufnahmen im Bereich des Jazz entstanden 1996 in Washington mit Sunny Sumter, Steve Wilson und George Colligan (Getting To Know You); in den folgenden Jahren arbeitete er außerdem mit Andrew White, dem Thad Wilson Jazz Orchestra,  Tim Green, Reginald Cyntje, Marcus Printup (Young Bloods, 2014) und  Christian Winther. 2005 gründete er das Ensemble Divine Order, in dem er Stile wie Gospel, Jazz und Klassische Musik zusammenbringt. Des Weiteren arbeitete er mit der Formation Sonic Sanctuary, mit einem eigenen Trio und einem Ensemble, stilistisch orientiert zwischen Straight-ahead-Jazz, Fusion und Funk. Im Bereich des Jazz war er zwischen 1996 und 2017 an 20 Aufnahmesessions beteiligt.

## Diskographische Hinweise
- Three for All: Premonition (ALM, 2005), mit Mykle Lyons, Lenny Robinson